# Claudine Beccarie
Claudine Beccarie (Créteil, 14 giugno 1945) è un'attrice francese di film erotici e pornografici.

## Biografia
La sua carriera ha inizio nel 1972 con un film di Lasse Braun uscito nei Paesi Bassi. Divenne nota nel 1975 con un documentario su se stessa che conteneva diverse scene hardcore e che fu presentato a Cannes. Fu protagonista di film quali Inhibition, Prostitution clandestine e Les joyeuses.
Nel 1976 smise di recitare in film pornografici e fino al 1980 apparve in diverse pellicole del genere nazisploitation.

## Filmografia (parziale)
- Caccia senza pietà (Réseau secret), regia di Jean Bastia (1967)

- Una ragazza a due posti (Les gourmandines), regia di Guy Pérol (1973)
- France, Société Anonyme, regia di Alain Corneau (1973)
- I piaceri della contessa Gamiani (Pourvu qu'on ait l'ivresse), regia di Rinaldo Bassi (1974)
- Calde labbra, regia di Demofilo Fidani (1975)
- Exhibition, regia di Jean-François Davy (1976)
- Claudine Beccarie e il mondo proibito de les pornocrates, regia di Jean-François Davy (1976)
- Inhibition, regia di Paul Price (Paolo Poeti) (1976)
- Hard Love - Le pornoadolescenti, regia di Serge Korber (1977)
- Fräulein Kitty, regia di Patrice Rumme (1977)
- Toro e vergine incontro ravvicinato, regia di Elias Myler (1977)
- Superexcitation, regia di Renato Lazlo (1978)
- Sex Vibration, regia di Dandrei Marchand (1978)
- Exhibition 80, regia di Jean-François Davy (1979)
- Vieni amore mio... vieni, regia di Eddy Matalon (1979)